# Симон, Жиль
Жиль Симон (фр. Gilles Simon; род. 27 декабря 1984, Ницца, Франция) — французский теннисист; финалист Кубка Дэвиса (2010) в составе национальной сборной Франции; победитель 14 турниров ATP в одиночном разряде; бывшая шестая ракетка мира в одиночном разряде.

## Общая информация
Симон родился в Ницце, но вырос в пригороде Парижа в Фонтене-су-Буа. Его мама Мирей — гинеколог, отец Даниил — страховщик, а брат Жан-Мари — инженер. Начав играть в теннис в возрасте шести лет, он до 14 тренируется на U. S. Фонтене, прежде чем начать обучение спортом в центре Пуатье в федеральном секторе. Во время своего обучения в INSEP, он учится игре на фортепиано в консерватории.
Жилю помогала Французская федерация тенниса, которая, например, предоставила ему стипендию. Жиль был ниже своих сверстников в течение ранних подростковых лет. Поэтому он говорит, что главное влияние на него оказал Майкл Чанг, поскольку имея сравнительно небольшую комплекцию, он доказал, что рост не является важным фактором в теннисе (из французов Жиль вдохновлялся игрой Николя Эскюде). Именно поэтому Жиль компенсировал этот недостаток путём разработки тактического плана игры: имея недостаточно мощные удары для того, чтобы выигрывать мячи за счёт собственной активности, он изучал игру своих противников, чтобы заставлять их самих делать ошибки.
Спортивное прозвище — «Пуссен» (фр. Poussin).
У Симона два сына. 2 сентября 2010 года Симон впервые стал отцом. Его подруга Карин Лоре родила мальчика, впоследствии названного Тимоти. 9 сентября 2013 года у них родился второй сын Валентин.

## Спортивная карьера

### Начало карьеры
Жиль Симон начал свою карьеру в 2002 году и выиграл шесть турниров класса «фьючерс». в период между 2003 и 2004 и турнир серии «челленджер» в 2005 году. Он впервые появился в АТР-туре в 2004 году на турнире в Меце, пройдя квалификацию и проиграв в первом круге Марку Жикелю. В апреле 2005 года на турнире в Касабланке впервые попадает в четвертьфинал турнира ATP. В мае того же года Жиль впервые участвует в турнире «Большого шлема», получив уайлд-кард на Открытый чемпионат Франции, где он проиграл Оливье Патьянсу в первом круге.
Сезон 2006 года Жиль начинает с победы на «челленджере» в Нумеа. Затем, обыграв Николаса Массу и Томаша Бердыха, ему удается дойти до третьего раунда на турнире из серии Большого шлема Открытом чемпионате Австралии. После этого турнира он впервые смог подняться в рейтинге в первую сотню. В апреле Симон впервые в карьер дошел до финала турнира ATP. Произошло это на турнире в Валенсии, где в решающем матче он уступил Николасу Альмагро 2-6, 3-6. Также ему удалось в этой части сезона дойти до полуфинала в Касабланке, а также выйти в третий раунд на турнирах серии Мастерс в Монте-Карло и Гамбурге. До конца сезона ему ещё дважды удалось дойти до четвертьфинала в Ноттингем и Палермо. 2006 год Симон завершает в ранге 45-го теннисиста в мире.

### 2007—2008

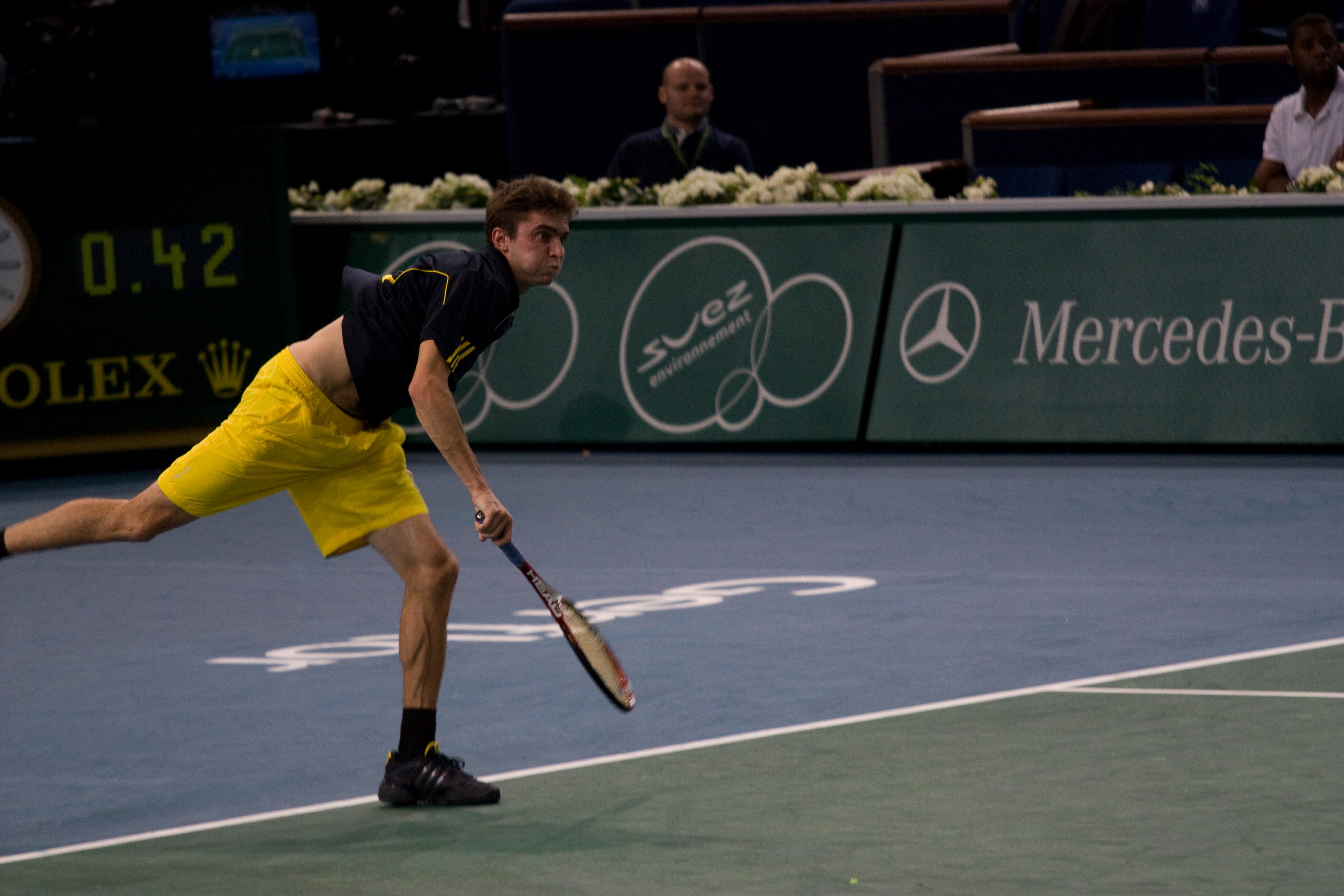
На зальном турнире в Париже. 2008 год

В феврале 2007 года Жилю удалось завоевать свой первый титул на турнирах ATP. Произошло это на турнире в Марселе, где в решающем матче он обыграл Маркоса Багдатиса 6-4, 7-6(3). В июле он дошёл до четвертьфиналов в Бостаде и Умаге, а также полуфинала в Сопоте. В августе четвертьфинала он достиг в Нью-Хейвене. В сентябре на турнире в Бухаресте Симон завоевал свой второй титул на турнирах ATP. В финале ему удалось переиграть местного теннисиста Виктора Ханеску. По итогам сезона он стал 29-й ракеткой мира.
Из выступлений Жиля Симона в начале сезона 2008 года можно отметить выход в четвертьфинал турнира в Марселе и полуфинал в Роттердаме. Первый титул в этом году он завоевал в мае на турнире в Касабланке. В финале он переиграл соотечественника Жюльена Беннето 7-5, 6-2. Следующий титул он завоевал в июле на турнире в Индианаполисе, где в финале обыграл Дмитрия Турсунова 6-4, 6-4. Затем на турнире Мастерс в Торонто он сумел дойти до полуфинала. В матче второго раунда этого турнира Жиль впервые обыграл первую ракетку мира швейцарца Роджера Федерера 2-6, 7-5, 6-4.
Также в 2008 году Симон принял участие в Летних Олимпийских играх. На олимпийском теннисном турнире в Пекине в одиночном разряде он обыграл Робина Сёдерлинга и Гильермо Каньяса, но уступил уже в третьем раунде американцу Джеймсу Блэйку. В парном турнире вместе с Гаэлем Монфисом он выбывает уже в первом раунде. В сентябре защитил свой прошлогодний титул на турнире в Бухаресте, переиграв в финале Карлоса Мойю 6-3, 6-4. Это победа стала уже пятой в его карьере на турнирах ATP.
В завершение сезона Симону удалось хорошо выступить на турнире Мастерс в Мадриде, где он доходит до финала. Для этого в полуфинале ему пришлось обыграть на глазах испанской публики первого в мире на тот момент времени Рафаэля Надаля 3-6, 7-5, 7-6(6). В решающем поединке он уступил Энди Маррею 4-6, 6-7(6). Вступление в Мадриде позволило Жилю впервые в рейтинге войти в первую десятку. Также он впервые стал лучшим по рейтингу теннисистом Франции. Затем Симон дошёл до полуфинала в Лионе. Все это позволило ему впервые принять участие в Итоговом турнире, где Симон, обыграв в группе Федерера 4-6, 6-4, 6-3 и Штепанека 6-1, 6-4, добирается до полуфинала. По итогам года он занял самую высокую в своей карьере строчку в рейтинге 7-е место.

### 2009—2010
На Открытом чемпионате Австралии 2009 года Симон впервые доходит до четвертьфинала турнира из серии Большого шлема. Путь дальше ему закрыл Рафаэль Надаль, обыгравший Симона 2-6, 5-7, 5-7. В феврале на турнирах в Марселе и Дубае он доходит до полуфинала. В мае в Эшториле он дошёл до четвертьфинала. На Открытом Чемпионате Франции 2009 года он выбыл в третьем раунде, а на Уимблдонском турнире дошёл до четвёртого раунда. В августе на Мастерсе в Цинциннати он вышел в четвертьфинал. На Открытом чемпионате США Симон выбывает из борьбы на стадии третьего раунда. В начале октября он отпраздновал успех на турнире в Бангкоке, где, обыграв в финале Виктора Троицки 7-5, 6-3, сумел завоевать титул. В концовке сезона он вышел в четвертьфинал Мастерса в Шанхае, в полуфинал турнира в Лионе и вновь в четвертьфинал в Валенсии. Итогом выступлений Симона в 2009 года стало 15-е место в рейтинге.
Пропустив из-за травмы Открытый чемпионат Австралии, первый матч на турнире ATP в 2010 году Жиль Симон сыграл в феврале в Марселе. Грунтовую часть сезона ему также приходится пропустить. Первый раз дойти до стадии четвертьфинала в этом сезоне ему удается в июне на турнире Истборне. На Уимблдонском турнире 2010 года он дошёл до третьего раунда. В августе попадает в восьмерку лучших на турнире в Вашингтоне. На Открытом чемпионате США, уступив первой ракетке мира Рафаэлю Надалю 4-6, 4-6, 2-6, выбывает на стадии третьего раунда. В конце сентября, после почти годового перерыва, ему вновь удалось одержать победу на турнирах Мировой серии ATP. Это происходит на турнире в Меце, где в финале он переиграл Мишу Зверева 6-3, 6-2. На турнирах в Пекине и Монпелье он дошёл до четвертьфинала. В Валенсии до полуфинала. Завершает сезон Симон 41-м в рейтинге.

### 2011—2013

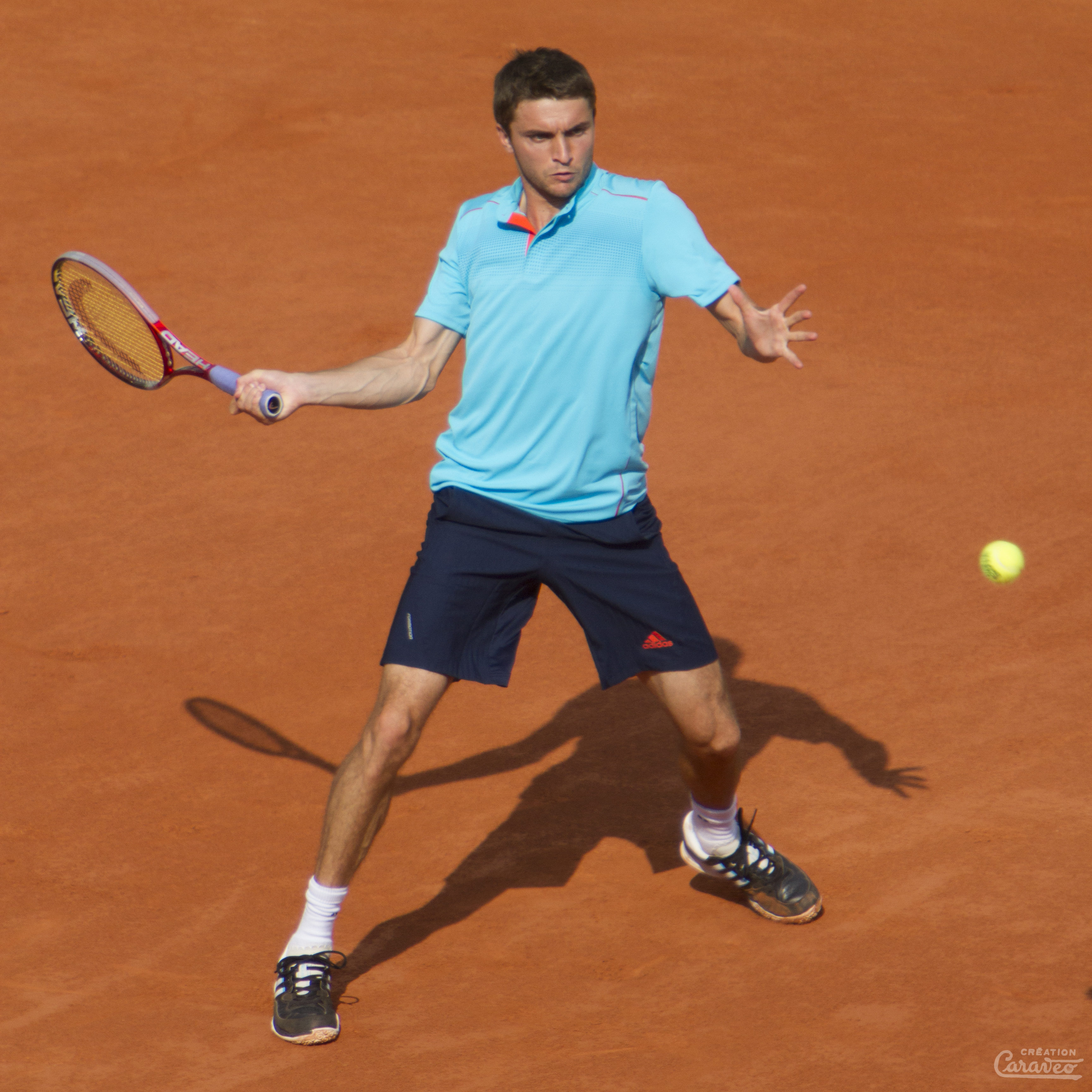
На Roland Garros-2012

Очередной сезон Симон начинает с поражения в первом круге на турнире в Брисбене. После этого он выигрывает турнир в Сиднее. В финале он обыграл Виктора Троицки 7-5, 7-6(4). На Открытом чемпионате Австралии он выбывает уже во втором раунде, проиграв Роджеру Федереру 2-6, 3-6, 6-4, 6-4, 3-6. В феврале на турнире в Дубае он дошёл до четвертьфинала. Такого же результата ему удалось добиться в марте на турнире Мастерс в Майами. Затем 1/4 он достиг в Касабланке и Эшториле. На Открытом чемпионате Франции 2011 года он выходит в четвёртый раунд, где уступает Робину Сёдерлингу 2-6, 3-6, 6-7(5).
На Уимблдонском турнире результат Симона третий раунд. В июле ему удается победить на турнире в Гамбурге. В финале Симон обыграл Николаса Альмагро 6-4, 4-6, 6-4. На Мастерсе в Цинциннати ему удается выйти в четвертьфинал, а на Открытом чемпионате США дойти до четвёртого раунда. В сентябре он вышел в полуфинал в Бангкоке. 2011 год Жиль Симон завершил на 12-м месте.
В январе 2012 года на старте очередного сезона Жиль Симон выходит в полуфинал турнира в Брисбене. На Открытом чемпионате Австралии этого года он выбывает во втором раунде. В феврале дошёл до полуфинала на турнире в Монпелье. В марте на Мастерсе в Индиан-Уэлсе выходит в четвертьфинал, а на Мастерсе в Майами доходит до четвёртого раунда. Грунтовую часть сезона Жиль начинает с выхода в полуфинал на Мастерсе в Монте-Карло. После этого он уже в третий раз в карьере выигрывает турнир в Бухаресте (до этого в 2007 и 2008 году). На этот раз в финале он переиграл итальянца Фабио Фоньини 6-4, 6-3. В мае на турнире в Ницце Симон доходит до полуфинала. На Открытом чемпионате Франции ему не удается преодолеть стадию третьего раунда, а на Уимблдонском турнире стадию второго раунда.
В июле 2012 года Жиль Симон принял участие во вторых для себя Летних Олимпийских играх. На олимпийском теннисном турнире в Лондоне он добрался до третьего раунда, где уступил Хуану Мартину дель Потро. В сентябре Симон вышел в финал турнира в Бангкоке, где проиграл соотечественнику Ришару Гаске — 2-6, 1-6. В конце сезона на Мастерсе в Париже ему удалось пройти в полуфинал.
На Открытом чемпионате Австралии 2013 года Симон добрался до четвёртого раунда, где проиграл Энди Маррею. В феврале ему дважды удалось выйти в полуфинал на зальных турнирах в Роттердаме и Марселе. В марте Жиль вышел в четвертьфинал Мастерса в Майами. В грунтовой части сезона лучшим результатом для француза стал полуфинал турнира в Бухаресте, а на Ролан Гаррос он дошёл до четвёртого раунда, проиграв на этой стадии Роджеру Федереру. В июне Симон впервые в сезоне смог выйти в финал. Произошло это на травяном турнире в Истборне, где в борьбе за титул он проиграл Фелисиано Лопесу — 6-7(2), 7-6(5), 0-6. Жиль смог выиграть первый турнир в 2013 году в сентябре — в Меце. В решающем матче он обыграл № 8 в мире на тот момент Жо-Вильфрида Тсонга со счётом 6-4, 6-3.

### 2014—2016

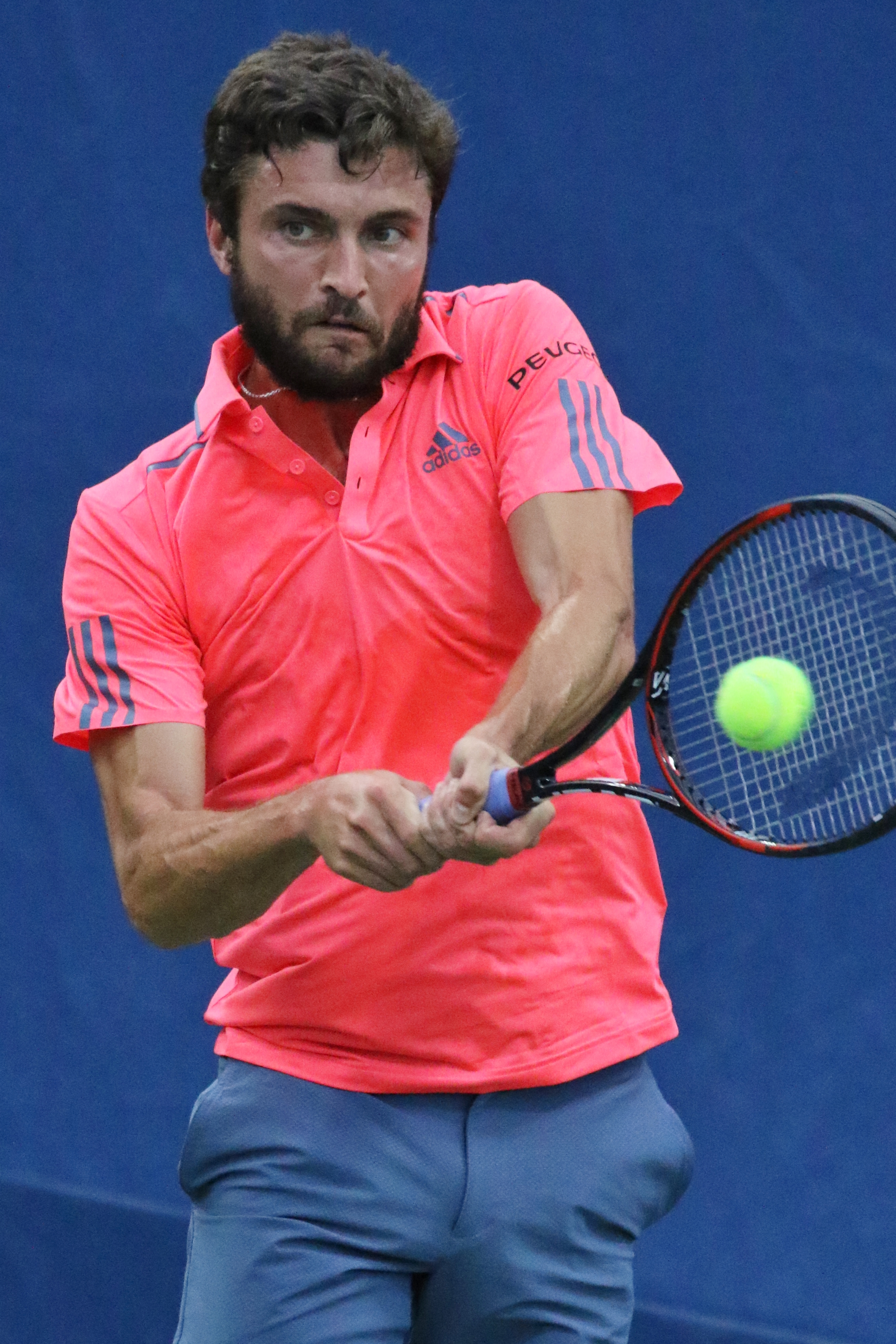
Симон на Открытом чемпионате США 2016 года

На Открытом чемпионате Австралии 2014 года Симон проиграл Тсонга на стадии третьего раунда. В первой половине сезона он лишь однажды смог выйти в полуфинал на соревнованиях тура — на турнире в Ницце. На Ролан Гаррос и Уимблдоне Симон дошёл до третьего раунда, а на Открытом чемпионате США вышел в четвёртый. В начале октября на турнире в Токио он вышел в полуфинал. Через неделю после этого в Шанхае Симон во второй раз в карьере вышел в финал на турнирах серии Мастерс. В финале он смог навязать борьбу Роджеру Федереру, но в итоге проиграл на двух тай-брейках (6-7(6), 6-7(2)).
Австралийский чемпионат 2015 года завершился для Жиля на стадии третьего раунда. В феврале он вышел в полуфинал турнира в Роттердаме, обыграв в 1/4 финала № 4 в мире Энди Маррея. На следующем для себя турнире в Марселе Симон смог стать чемпионом. В финале он одержал победу над Гаэлем Монфисом — 6-4, 1-6, 7-6(4). На Открытом чемпионате Франции Жиль добрался до стадии четвёртого раунда.
Неплохо для себя он провёл часть сезона в июне на траве. На турнире в Лондоне Симон смог выйти в полуфинал, в Ноттингеме в четвертьфинал, а на Уимблдонском турнире после победы в четвёртом раунде над № 6 в мире Томашом Бердыхом во второй раз в карьере достиг четвертьфинала Большого шлема. В сентябре на зальном турнире в Меце Жиль сыграл в финале, но проиграл его соотечественнику Жо-Вильфриду Тсонга — 6-7(5), 6-1, 2-6. Сезон он завершил в топ-20, заняв 15-е место в рейтинге.
В январе 2016 года на Открытом чемпионате Австралии Симон смог выйти в четвёртый раунд. В конце марта на Мастерсе в Майами ему удалось дойти до 1/4 финала. На Ролан Гаррос он завершил выступления в третьем раунде а на Уимблдоне во втором. На Олимпийских играх в Рио-де-Жанейро Симон смог дойти до третьего раунда, но проиграл там более титулованному Рафаэлю Надалю. Дважды а соревнованиях мирового тура до конца сезона Жиль выходил в полуфинал: в сентябре в Меце и в октябре на Мастерсе в Шанхае. К тому же в Шанахе он смог переиграть в третьем раунде третью ракетку мира Стэна Вавринку.

### 2017—2022
Сезон 2017 года для Симона сложился не лучшим образом. В итоговом рейтинге он впервые с 2005 года не вошёл в топ-50, заняв 89-ю строчку. Лучшим результатом сезона на Больших шлемах стал третий раунд Открытого чемпионата Австралии. За весь сезон Жиль только два раза смог дойти до четвертьфинала одиночных соревнований ATP.
После неудачного предыдущего сезона Симон начал 2018 год сразу же с победы на турнире. 6 января в финале турнира АТР в Пуне (Индия), на харде, Жиль обыграл Кевина Андерсона из ЮАР со счётом 7-6(4) 6-2. Этот титул стал для француза первым с 2015 года. В мае он вышел в финал грунтового турнира в Лионе, но проиграл в борьбе за главный приз Доминику Тиму — 6-3, 6-7(1), 1-6. На Открытом чемпионате Франции Симон дошёл до третьего круга, в котором уступил японскому спортсмену Кэи Нисикори. На Уимблдоне его результатом стал уже четвёртый раунд. Путь в 1/4 финала для него закрыл Хуан Мартин дель Потро. В сентябре Симон выиграл ещё один титул в сезоне, став чемпионом турнира в Меце. В решающем поединке ему противостоял немец Маттиас Бахингер, которого Жиль обыграл со счётом 7-6(2), 6-1. До конца года он отметился двумя четвертьфиналами и завершил сезон в топ-30.
На стартовых для себя турнирах в 2019 году — в Пуне и Сиднее Симон добрался до полуфинала. Следующий раз до полуфинала он дошёл в апреле, уже на грунте в Марракеше. В июне он смог выйти в финал на траве в Лондоне, одержав во втором раунде победу над № 8 в мире Кевином Андерсоном, а затем пройдя Николя Маю и Даниила Медведев. В титульном матче Симон уступил Фелисиано Лопесу в трёх сетах. На Открытом чемпионате США 2019 года (как и на остальных «Шлемах» сезона) дошёл до второго раунда, где проиграл Андрею Рублёву, отказавшись после проигранного первого сета от продолжения поединка. В октябре 2019 года дошёл до четвертьфинала турнира в Антверпене, но проиграл швейцарцу Стэну Вавринке в трёх сетах.
В феврале 2020 года на турнире в Марселе Симон смог выйти в полуфинал, обыграв в 1/4 финала № 5 в мире Даниила Медведева (6-4, 6-0). В октябре удалось сыграть в 1/4 финала турнира в Кёльне. В 2021 году 36-летний француз ещё больше потерял форму и покинул топ-100, выдав серию из 12 поражений подряд. В октябре на турнире в Москве Симон единственный раз в сезоне вышел в четвертьфинал.
На Открытом чемпионате Франции 2022 года ему удалось впервые с 2018 года выйти в третий раунд Большого шлема. В 2022 году француз объявил, что завершит выступления после Мастерса в Париже в конце этого сезона. На последнем в карьере турнире он смог обыграть в первом раунде Энди Маррея (4-6, 7-5, 6-3), а во втором раунде № 11 в мире Тейлора Фрица (7-5, 5-7, 6-4). Завершил карьеру Симон матчем в третьем раунде, где он проиграл № 8 в мире Феликсу Оже-Альяссиму (1-6, 3-6).

### После игровой карьеры
В 2024 году Симон вошёл в тренерский штаб Даниила Медведева.

## Рейтинг на конец года
| Год  | Одиночный рейтинг | Парный рейтинг |
| 2022 | 143               |                |
| 2021 | 122               | 915            |
| 2020 | 63                | 378            |
| 2019 | 55                | 295            |
| 2018 | 30                | 192            |
| 2017 | 89                | 824            |
| 2016 | 25                | 263            |
| 2015 | 15                | 253            |
| 2014 | 21                | 432            |
| 2013 | 19                | 279            |
| 2012 | 16                | 156            |
| 2011 | 12                | 543            |
| 2010 | 41                |                |
| 2009 | 15                | 328            |
| 2008 | 7                 | 278            |
| 2007 | 29                | 137            |
| 2006 | 45                | 329            |
| 2005 | 124               | 394            |
| 2004 | 177               | 628            |
| 2003 | 487               | 919            |

По данным официального сайта ATP на последнюю неделю года.

## Выступления на турнирах

### Финалы турнировATPв одиночном разряде (22)

#### Победы (14)
| Титулы (до/после 2009)           |
| -------------------------------- |
| Турниры Большого шлема (0)*      |
| Итоговый турнир ATP (0)          |
| Мастерс (0)                      |
| АТР Gold / АТР 500 (1)           |
| АТР International / АТР 250 (13) |

| Титулы по покрытиям | Титулы по месту проведения матчей турнира |
| ------------------- | ----------------------------------------- |
| Хард (9)*           | Зал (6)                                   |
| Грунт (5)           | Зал (6)                                   |
| Трава (0)           | Открытый воздух (8)                       |
| Ковёр (0)           | Открытый воздух (8)                       |

* количество побед в одиночном разряде.
| №   | Дата             | Турнир                | Покрытие   | Соперник в финале  | Счёт           |
| 1.  | 18 февраля 2007  | Марсель, Франция      | Хард (зал) | Маркос Багдатис    | 6-4 7-6(3)     |
| 2.  | 16 сентября 2007 | Бухарест, Румыния     | Грунт      | Виктор Ханеску     | 4-6 6-3 6-2    |
| 3.  | 24 мая 2008      | Касабланка, Марокко   | Грунт      | Жюльен Беннето     | 7-5 6-2        |
| 4.  | 20 июля 2008     | Индианаполис, США     | Хард       | Дмитрий Турсунов   | 6-4 6-4        |
| 5.  | 14 сентября 2008 | Бухарест, Румыния (2) | Грунт      | Карлос Мойя        | 6-3 6-4        |
| 6.  | 4 октября 2009   | Бангкок, Таиланд      | Хард (зал) | Виктор Троицки     | 7-5 6-3        |
| 7.  | 26 сентября 2010 | Мец, Франция          | Хард (зал) | Миша Зверев        | 6-3 6-2        |
| 8.  | 15 января 2011   | Сидней , Австралия    | Хард       | Виктор Троицки     | 7-5 7-6(4)     |
| 9.  | 24 июля 2011     | Гамбург, Германия     | Грунт      | Николас Альмагро   | 6-4 4-6 6-4    |
| 10. | 29 апреля 2012   | Бухарест, Румыния (3) | Грунт      | Фабио Фоньини      | 6-4 6-3        |
| 11. | 22 сентября 2013 | Мец, Франция (2)      | Хард (зал) | Жо-Вильфрид Тсонга | 6-4 6-3        |
| 12. | 22 февраля 2015  | Марсель, Франция (2)  | Хард (зал) | Гаэль Монфис       | 6-4 1-6 7-6(4) |
| 13. | 6 января 2018    | Пуна, Индия           | Хард       | Кевин Андерсон     | 7-6(4) 6-2     |
| 14. | 23 сентября 2018 | Мец, Франция (3)      | Хард (зал) | Маттиас Бахингер   | 7-6(2) 6-1     |

#### Поражения (8)
| №  | Дата             | Турнир                  | Покрытие   | Соперник в финале  | Счёт              |
| 1. | 16 апреля 2006   | Валенсия, Испания       | Грунт      | Николас Альмагро   | 2-6 3-6           |
| 2. | 19 октября 2008  | Мадрид, Испания         | Хард (зал) | Энди Маррей        | 4-6 6-7(6)        |
| 3. | 30 сентября 2012 | Бангкок, Таиланд        | Хард (зал) | Ришар Гаске        | 2-6 1-6           |
| 4. | 22 июня 2013     | Истборн, Великобритания | Трава      | Фелисиано Лопес    | 6-7(2) 7-6(5) 0-6 |
| 5. | 12 октября 2014  | Шанхай, Китай           | Хард       | Роджер Федерер     | 6-7(6) 6-7(2)     |
| 6. | 27 сентября 2015 | Мец, Франция            | Хард (зал) | Жо-Вильфрид Тсонга | 6-7(5) 6-1 2-6    |
| 7. | 26 мая 2018      | Лион, Франция           | Грунт      | Доминик Тим        | 6-3 6-7(2) 1-6    |
| 8. | 23 июня 2019     | Лондон, Великобритания  | Трава      | Фелисиано Лопес    | 2-6 7-6(4) 6-7(2) |

### Финалы челленджеров и фьючерсов в одиночном разряде (14)

#### Победы (8)
| Условные обозначения |
| Челленджеры (2)*     |
| Фьючерсы (6+1)       |

| Титулы по покрытиям | Титулы по месту проведения матчей турнира |
| ------------------- | ----------------------------------------- |
| Хард (5)*           | Зал (2)                                   |
| Грунт (3+1)         | Зал (2)                                   |
| Трава (0)           | Открытый воздух (6+1)                     |
| Ковёр (0)           | Открытый воздух (6+1)                     |

* количество побед в одиночном разряде + количество побед в парном разряде.
| №  | Дата             | Турнир                  | Покрытие   | Соперник в финале | Счёт        |
| 1. | 29 июня 2003     | Лиссабон, Португалия    | Грунт      | Марсель Фельдер   | 6-1 6-4     |
| 2. | 21 сентября 2003 | Монтего-Бей, Ямайка     | Хард       | Клеман Морель     | 6-3 6-2     |
| 3. | 18 апреля 2004   | Грас, Франция           | Грунт      | Марк Жикель       | 6-4 6-1     |
| 4. | 7 мая 2004       | Сиди-Фредж, Алжир       | Грунт      | Давид Гес         | 6-2 6-0     |
| 5. | 24 октября 2004  | Ла-Рош-сюр-Йон, Франция | Хард (зал) | Торстен Попп      | 7-5 6-2     |
| 6. | 30 октября 2004  | Родез, Франция          | Хард (зал) | Николя Турт       | 7-6(8) 6-2  |
| 7. | 9 января 2005    | Нумеа, Новая Каледония  | Хард       | Бьорн Фау         | 6-3 6-0     |
| 8. | 8 января 2006    | Нумеа, Новая Каледония  | Хард       | Рик де Вуст       | 6-2 5-7 6-2 |

#### Поражения (6)
| №  | Дата            | Турнир                   | Покрытие   | Соперник в финале | Счёт           |
| 1. | 2 ноября 2003   | Родез, Франция           | Хард (зал) | Гари Лугасси      | 6-4 6-7(2) 3-6 |
| 2. | 21 марта 2004   | Лагуш, Португалия        | Хард       | Йерун Массон      | 4-6 4-6        |
| 3. | 6 июня 2004     | Фюрт, Германия           | Грунт      | Иржи Ванек        | 5-7 2-6        |
| 4. | 14 августа 2004 | Грац, Австрия            | Хард       | Ян Минарж         | 6-3 3-6 5-7    |
| 5. | 5 февраля 2006  | Андрезье-Бутеон, Франция | Хард (зал) | Жиль Эльсенер     | 6-4 1-6 4-6    |
| 6. | 21 марта 2010   | Санрайз, США             | Хард       | Флориан Майер     | 4-6 4-6        |

### Финалы турнировATPв парном разряде (1)

#### Поражения (1)
| №  | Дата          | Турнир      | Покрытие | Партнёр       | Соперники в финале         | Счёт          |
| 1. | 6 января 2018 | Пуна, Индия | Хард     | Пьер-Юг Эрбер | Матве Мидделкоп Робин Хасе | 6-7(5) 6-7(5) |

### Финалы челленджеров и фьючерсов в парном разряде (3)

#### Победы (1)
| №  | Дата           | Турнир        | Покрытие | Партнёр            | Соперники в финале        | Счёт    |
| 1. | 18 апреля 2004 | Грас, Франция | Грунт    | Жо-Вильфрид Тсонга | Гаэль Монфис Жослан Уанна | 7-5 6-2 |

#### Поражения (2)
| №  | Дата             | Турнир              | Покрытие   | Партнёр       | Соперники в финале                         | Счёт       |
| 1. | 21 сентября 2003 | Монтего-Бей, Ямайка | Хард       | Клеман Морель | Дастин Браун Райан Рассел                  | 6-7(4) 2-6 |
| 2. | 30 октября 2004  | Родез, Франция      | Хард (зал) | Сирил Спанели | Алессандро Мотти Даниэль Муньос де ла Нава | 2-6 2-6    |

### Финалы командных турниров (1)

#### Поражения (1)
| №  | Год  | Турнир       | Команда                               | Соперник в финале                             | Счёт |
| 1. | 2010 | Кубок Дэвиса | Франция Монфис, Симон, Клеман, Льодра | Сербия Джокович, Типсаревич, Троицки, Зимонич | 2-3  |

## История выступлений на турнирах
| Турнир                       | 2004          | 2005          | 2006          | 2007          | 2008          | 2009                    | 2010                    | 2011                    | 2012                    | 2013                    | 2014                    | 2015                    | 2016                    | 2017                    | 2018                    | 2019                    | 2020                    | 2021                    | 2022                    | Итог   | В/П за карьеру |
| ---------------------------- | ------------- | ------------- | ------------- | ------------- | ------------- | ----------------------- | ----------------------- | ----------------------- | ----------------------- | ----------------------- | ----------------------- | ----------------------- | ----------------------- | ----------------------- | ----------------------- | ----------------------- | ----------------------- | ----------------------- | ----------------------- | ------ | -------------- |
| Турниры Большого шлема       |               |               |               |               |               |                         |                         |                         |                         |                         |                         |                         |                         |                         |                         |                         |                         |                         |                         |        |                |
| Открытый чемпионат Австралии | -             | К             | 3Р            | 1Р            | 3Р            | 1/4                     | -                       | 2Р                      | 2Р                      | 4Р                      | 3Р                      | 3Р                      | 4Р                      | 3Р                      | 2Р                      | 2Р                      | 2Р                      | 1Р                      | К                       | 0 / 15 | 25-15          |
| Открытый чемпионат Франции   | К             | 1Р            | 1Р            | 2Р            | 1Р            | 3Р                      | -                       | 4Р                      | 3Р                      | 4Р                      | 3Р                      | 4Р                      | 3Р                      | 1Р                      | 3Р                      | 2Р                      | 1Р                      | 1Р                      | 3Р                      | 0 / 17 | 23-17          |
| Уимблдонский турнир          | -             | К             | 1Р            | 2Р            | 3Р            | 4Р                      | 3Р                      | 3Р                      | 2Р                      | 1Р                      | 3Р                      | 1/4                     | 2Р                      | 2Р                      | 4Р                      | 2Р                      | НП                      | 1Р                      | К                       | 0 / 15 | 22-15          |
| Открытый чемпионат США       | К             | К             | 2Р            | 2Р            | 3Р            | 3Р                      | 3Р                      | 4Р                      | 3Р                      | -                       | 4Р                      | 1Р                      | 2Р                      | 1Р                      | 2Р                      | 2Р                      | 2Р                      | -                       | К                       | 0 / 14 | 20-14          |
| Итог                         | 0 / 0         | 0 / 1         | 0 / 4         | 0 / 4         | 0 / 4         | 0 / 4                   | 0 / 2                   | 0 / 4                   | 0 / 4                   | 0 / 3                   | 0 / 4                   | 0 / 4                   | 0 / 4                   | 0 / 4                   | 0 / 4                   | 0 / 4                   | 0 / 3                   | 0 / 3                   | 0 / 1                   | 0 / 61 |                |
| В/П в сезоне                 | 0-0           | 0-1           | 3-4           | 3-4           | 6-4           | 11-4                    | 3-2                     | 9-4                     | 6-4                     | 6-3                     | 9-4                     | 9-4                     | 7-4                     | 3-4                     | 7-4                     | 4-4                     | 2-3                     | 0-3                     | 2-1                     |        | 90-61          |
| Итоговые турниры             |               |               |               |               |               |                         |                         |                         |                         |                         |                         |                         |                         |                         |                         |                         |                         |                         |                         |        |                |
| Итоговый турнир ATP          | -             | -             | -             | -             | 1/2           | -                       | -                       | -                       | -                       | -                       | -                       | -                       | -                       | -                       | -                       | -                       | -                       | -                       | -                       | 0 / 1  | 2-2            |
| Олимпийские игры             |               |               |               |               |               |                         |                         |                         |                         |                         |                         |                         |                         |                         |                         |                         |                         |                         |                         |        |                |
| Летняя олимпиада             | -             | Не проводился | Не проводился | Не проводился | 3Р            | Не проводился           | Не проводился           | Не проводился           | 3Р                      | Не проводился           | Не проводился           | Не проводился           | 3Р                      | Не проводился           | Не проводился           | Не проводился           | Не проводился           | 2Р                      | НП                      | 0 / 4  | 6-4            |
| Турниры Мастерс              |               |               |               |               |               |                         |                         |                         |                         |                         |                         |                         |                         |                         |                         |                         |                         |                         |                         |        |                |
| Индиан-Уэлс                  | -             | К             | К             | 3Р            | 2Р            | 3Р                      | 2Р                      | 3Р                      | 1/4                     | 4Р                      | 2Р                      | 4Р                      | 3Р                      | -                       | 1Р                      | 2Р                      | НП                      | -                       | -                       | 0 / 12 | 14-12          |
| Майами                       | -             | К             | 1Р            | 3Р            | 1Р            | 4Р                      | 2Р                      | 1/4                     | 4Р                      | 1/4                     | 2Р                      | 4Р                      | 1/4                     | 2Р                      | 1Р                      | 2Р                      | НП                      | -                       | 1Р                      | 0 / 15 | 16-15          |
| Монте-Карло                  | -             | К             | 3Р            | 1Р            | 1Р            | 2Р                      | -                       | 3Р                      | 1/2                     | 1Р                      | 1Р                      | 3Р                      | 3Р                      | 2Р                      | 2Р                      | 2Р                      | НП                      | -                       | -                       | 0 / 13 | 15-12          |
| Мадрид                       | -             | К             | К             | -             | Ф             | 3Р                      | -                       | 2Р                      | 3Р                      | 3Р                      | 2Р                      | -                       | 3Р                      | 2Р                      | -                       | 1Р                      | НП                      | -                       | -                       | 0 / 9  | 15-9           |
| Рим                          | -             | К             | -             | 3Р            | 2Р            | 3Р                      | -                       | 2Р                      | 3Р                      | 3Р                      | 2Р                      | 2Р                      | -                       | 1Р                      | -                       | 1Р                      | К                       | -                       | -                       | 0 / 10 | 11-10          |
| Монреаль/Торонто             | -             | К             | 1Р            | -             | 1/2           | 3Р                      | 1Р                      | 1Р                      | 2Р                      | 1Р                      | 2Р                      | 2Р                      | -                       | -                       | -                       | 1Р                      | НП                      | -                       | -                       | 0 / 10 | 8-10           |
| Цинциннати                   | -             | 2Р            | 2Р            | К             | 2Р            | 1/4                     | 1Р                      | 1/4                     | -                       | 1Р                      | 2Р                      | 1Р                      | 1Р                      | -                       | -                       | 1Р                      | К                       | -                       | -                       | 0 / 11 | 10-11          |
| Шанхай                       | Не проводился | Не проводился | Не проводился | Не проводился | Не проводился | 1/4                     | 1Р                      | 3Р                      | 2Р                      | 1Р                      | Ф                       | 3Р                      | 1/2                     | 3Р                      | 1Р                      | 1Р                      | Не проводился           | Не проводился           | Не проводился           | 0 / 11 | 17-11          |
| Париж                        | -             | К             | 1Р            | 2Р            | 3Р            | 3Р                      | 2Р                      | 2Р                      | 1/2                     | 3Р                      | 2Р                      | 3Р                      | 3Р                      | 1Р                      | 2Р                      | 1Р                      | 1Р                      | K                       | 3Р                      | 0 / 16 | 14-16          |
| Гамбург                      | -             | K             | 3Р            | 2Р            | 2Р            | Не турнир серии Мастерс | Не турнир серии Мастерс | Не турнир серии Мастерс | Не турнир серии Мастерс | Не турнир серии Мастерс | Не турнир серии Мастерс | Не турнир серии Мастерс | Не турнир серии Мастерс | Не турнир серии Мастерс | Не турнир серии Мастерс | Не турнир серии Мастерс | Не турнир серии Мастерс | Не турнир серии Мастерс | Не турнир серии Мастерс | 0 / 3  | 6-4            |
| Статистика за карьеру        |               |               |               |               |               |                         |                         |                         |                         |                         |                         |                         |                         |                         |                         |                         |                         |                         |                         |        |                |
| Проведено финалов            | 0             | 0             | 1             | 2             | 4             | 1                       | 1                       | 2                       | 2                       | 2                       | 1                       | 2                       | 0                       | 0                       | 3                       | 1                       | 0                       | 0                       | 0                       |        | 22             |
| Выиграно турниров АТП        | 0             | 0             | 0             | 2             | 3             | 1                       | 1                       | 2                       | 1                       | 1                       | 0                       | 1                       | 0                       | 0                       | 2                       | 0                       | 0                       | 0                       | 0                       |        | 14             |
| В/П: всего                   | 0-1           | 6-6           | 24-24         | 35-26         | 51-27         | 45-29                   | 23-18                   | 39-27                   | 43-25                   | 36-24                   | 27-25                   | 43-24                   | 33-26                   | 16-25                   | 33-23                   | 27-27                   | 11-12                   | 5-17                    | 7-8                     |        | 504-394        |
| Σ % побед                    | 0 %           | 50 %          | 50 %          | 57 %          | 65 %          | 61 %                    | 56 %                    | 59 %                    | 63 %                    | 60 %                    | 52 %                    | 64 %                    | 56 %                    | 39 %                    | 59 %                    | 50 %                    | 48 %                    | 23 %                    | 47 %                    |        | 56 %           |

К — проигрыш в квалификационном турнире.

## Победы над теннисистами из топ-10
| №    | Игрок                  | Рейтинг | Турнир                             | Покрытие   | Этап       | Счёт            |
| 2006 | 2006                   | 2006    | 2006                               | 2006       | 2006       | 2006            |
| ---- | ---------------------- | ------- | ---------------------------------- | ---------- | ---------- | --------------- |
| 1.   | Гастон Гаудио          | 9       | Гамбург, Германия                  | Грунт      | 2-й раунд  | 6-4 3-6 6-4     |
| 2007 |                        |         |                                    |            |            |                 |
| 2.   | Томми Робредо          | 7       | Индиан-Уэлс, США                   | Хард       | 2-й раунд  | 6-7(0) 6-3 6-0  |
| 3.   | Энди Маррей            | 10      | Рим, Италия                        | Грунт      | 1-й раунд  | 6-1 1-6 6-3     |
| 4.   | Николай Давыденко      | 4       | Умаг, Хорватия                     | Грунт      | 1-й раунд  | 6-2 2-6 6-3     |
| 5.   | Николай Давыденко      | 4       | Нью-Хейвен, США                    | Хард       | 3-й раунд  | 6-4 6-4         |
| 2008 |                        |         |                                    |            |            |                 |
| 6.   | Новак Джокович         | 3       | Марсель, Франция                   | Хард (зал) | 2-й раунд  | 6-2 6-7(6) 6-3  |
| 7.   | Роджер Федерер         | 1       | Торонто, Канада                    | Хард       | 2-й раунд  | 2-6 7-5 6-4     |
| 8.   | Рафаэль Надаль         | 1       | Мадрид, Испания                    | Хард (зал) | 1/2 финала | 3-6 7-5 7-6(6)  |
| 9.   | Роджер Федерер         | 2       | Финал Мирового тура, Шанхай, Китай | Хард (зал) | Группа     | 4-6 6-4 6-3     |
| 2009 |                        |         |                                    |            |            |                 |
| 10.  | Николай Давыденко      | 8       | Цинциннати, США                    | Хард       | 3-й раунд  | 6-7(6) 6-4 6-4  |
| 2010 |                        |         |                                    |            |            |                 |
| 11.  | Энди Роддик            | 9       | Вашингтон, США                     | Хард       | 3-й раунд  | 6-3 6-3         |
| 12.  | Фернандо Вердаско      | 7       | Валенсия, Испания                  | Хард       | 2-й раунд  | 6-1 6-3         |
| 2011 |                        |         |                                    |            |            |                 |
| 13.  | Марди Фиш              | 10      | Открытый чемпионат Франции         | Грунт      | 3-й раунд  | 6-3 6-4 6-2     |
| 14.  | Гаэль Монфис           | 7       | Гамбург, Германия                  | Грунт      | 1/4 финала | 6-4 3-6 6-0     |
| 15.  | Давид Феррер           | 6       | Цинциннати, США                    | Хард       | 3-й раунд  | 6-4 6-7(3) 6-4  |
| 2012 |                        |         |                                    |            |            |                 |
| 16.  | Янко Типсаревич        | 8       | Монте-Карло, Монако                | Грунт      | 3-й раунд  | 6-0 4-6 6-1     |
| 17.  | Жо-Вильфрид Тсонга     | 5       | Монте-Карло, Монако                | Грунт      | 1/4 финала | 7-5 6-4         |
| 18.  | Янко Типсаревич        | 9       | Бангкок, Таиланд                   | Хард (зал) | 1/2 финала | 6-4 6-4         |
| 19.  | Янко Типсаревич        | 9       | Валенсия, Испания                  | Хард (зал) | 2-й раунд  | 5-4 — отказ     |
| 20.  | Томаш Бердых           | 9       | Париж, Франция                     | Хард (зал) | 1/4 финала | 6-4 6-4         |
| 2013 |                        |         |                                    |            |            |                 |
| 21.  | Хуан Мартин Дель Потро | 7       | Марсель, Франция                   | Хард (зал) | 1/4 финала | 6-4 6-3         |
| 22.  | Янко Типсаревич        | 9       | Mайами, США                        | Хард       | 4-й раунд  | 5-7 6-2 6-2     |
| 23.  | Жо-Вильфрид Тсонга     | 8       | Mец, Франция                       | Хард (зал) | Финал      | 6-4 6-3         |
| 2014 |                        |         |                                    |            |            |                 |
| 24.  | Давид Феррер           | 5       | Открытый чемпионат США             | Хард       | 3-й раунд  | 6-3 3-6 6-1 6-3 |
| 25.  | Стэн Вавринка          | 4       | Шанхай, Китай                      | Хард       | 2-й раунд  | 5-7 7-5 6-4     |
| 26.  | Томаш Бердых           | 7       | Шанхай, Китай                      | Хард       | 1/4 финала | 7-6(4) 4-6 6-0  |
| 2015 |                        |         |                                    |            |            |                 |
| 27.  | Энди Маррей            | 4       | Роттердам, Нидерланды              | Хард (зал) | 1/4 финала | 6-4 6-2         |
| 28.  | Милош Раонич           | 8       | Лондон, Великобритания             | Трава      | 1/4 финала | 4-6 6-3 7-5     |
| 29.  | Томаш Бердых           | 6       | Уимблдонский турнир                | Трава      | 4-й раунд  | 6-3 6-3 6-2     |
| 2016 |                        |         |                                    |            |            |                 |
| 30.  | Стэн Вавринка          | 3       | Шанхай, Китай                      | Хард       | 3-й раунд  | 6-4 6-4         |
| 2017 |                        |         |                                    |            |            |                 |
| 31.  | Давид Гоффен           | 10      | Шанхай, Китай                      | Хард       | 2-й раунд  | 7-6(4) 6-3      |
| 2018 |                        |         |                                    |            |            |                 |
| 32.  | Марин Чилич            | 6       | Пуна, Индия                        | Хард       | 1/2 финала | 1-6 6-3 6-2     |
| 2019 |                        |         |                                    |            |            |                 |
| 33.  | Кевин Андерсон         | 8       | Лондон, Великобритания             | Трава      | 2-й раунд  | 6-1 4-6 6-4     |
| 2020 |                        |         |                                    |            |            |                 |
| 34.  | Даниил Медведев        | 5       | Марсель, Франция                   | Хард (зал) | 1/4 финала | 6-4 6-0         |